# チンハイイボイモリ
チンハイイボイモリ（学名：Echinotriton chinhaiensis、英：Chinhai spiny newt）は、中華人民共和国浙江省の極一部の地域のみで見られるイモリ科の種の1つである。天然の生息地は、温帯林、淡水の沼や池である。
寧波市東部の北侖区のみに生息し、生息地の喪失に晒されている。
捕獲された個体の観察から、成長が遅く、長寿であることが示唆される。10年以上かけて性成熟し、寿命は最低20年に及ぶ。